# NGC 248
NGC 248 is een emissienevel in de Kleine Magelhaense Wolk in het sterrenbeeld Toekan.
NGC 248 werd op 11 april 1834 ontdekt door de Britse astronoom John Herschel.